# Хайдине
45°23′ пн. ш. 15°05′ сх. д. / 45.38° пн. ш. 15.08° сх. д.
Хайдине (хорв. Hajdine) — населений пункт у Хорватії, в Приморсько-Горанській жупанії у складі міста Врбовсько.

## Населення
Населення за даними перепису 2011 року становило 80 осіб.
Динаміка чисельності населення поселення:

## Клімат
Середня річна температура становить 8,79 °C, середня максимальна – 21,80 °C, а середня мінімальна – -5,78 °C. Середня річна кількість опадів – 1452 мм.
| Клімат поселення                              | Клімат поселення | Клімат поселення | Клімат поселення | Клімат поселення | Клімат поселення | Клімат поселення | Клімат поселення | Клімат поселення | Клімат поселення | Клімат поселення | Клімат поселення | Клімат поселення | Клімат поселення |
| Показник                                      | Січ.             | Лют.             | Бер.             | Квіт.            | Трав.            | Черв.            | Лип.             | Серп.            | Вер.             | Жовт.            | Лист.            | Груд.            |                  |
| Середній максимум, °C                         | 5,90             | 6,88             | 9,81             | 13,76            | 18,48            | 21,80            | 21,21            | 20,93            | 17,20            | 12,88            | 7,45             | 4,23             |                  |
| Середня температура, °C                       | 0,06             | 1,03             | 3,97             | 7,92             | 12,63            | 15,96            | 17,89            | 17,59            | 13,87            | 9,54             | 4,12             | 0,91             |                  |
| Середній мінімум, °C                          | −5,78            | −4,82            | −1,88            | 2,07             | 6,78             | 10,09            | 14,57            | 14,27            | 10,56            | 6,22             | 0,82             | −2,41            |                  |
| Норма опадів, мм                              | 83               | 90               | 105              | 129              | 114              | 133              | 106              | 115              | 133              | 158              | 161              | 125              |                  |
| Середньомісячна швидкість вітру, м/с          | 1.96             | 2.10             | 2.37             | 2.30             | 2.16             | 2.00             | 1.92             | 1.89             | 1.84             | 1.94             | 2.10             | 2.11             |                  |
| Середньомісячна сонячна радіація, кДж/м²·день | 4241             | 6995             | 10299            | 14600            | 18779            | 20388            | 21728            | 18476            | 13578            | 8761             | 4653             | 3533             |                  |
| --------------------------------------------- | ---------------- | ---------------- | ---------------- | ---------------- | ---------------- | ---------------- | ---------------- | ---------------- | ---------------- | ---------------- | ---------------- | ---------------- | ---------------- |
| Джерело:                                      |                  |                  |                  |                  |                  |                  |                  |                  |                  |                  |                  |                  |                  |